# Ласпинская бухта
Ла́спинская бу́хта (Ласпи, Ляспи; укр. Ласпі) — одна из бухт Чёрного моря на Южном берегу Крыма; располагается на территории Севастопольского горсовета примерно в 30 км от центра Севастополя и 40 км от Ялты; в 5 км от остановки «Ласпи» 33-го км трассы Севастополь—Ялта. Название Ласпинская бухта — Ласпи происходит от греческого слова λάσπη — грязь. И связано с наличием в прошлом большого количества геотермальных источников, которые создавали минерализованную глину по всему побережью бухты.
Бухта имеет протяжённость береговой линии 12 км и расположена между мысами Сарыч и Айя. Диаметр её центральной чаши достигает 2,5 км. В настоящее время отличается высокой прозрачностью воды, сделавшей бухту излюбленным местом дайверов. Ласпинское урочище предлагает следующие достопримечательности: геологический памятник природы «Скалы Тышлар» (или «Храм Солнца»), а также подводный «Каменный Лес».

Будучи защищённой от холодных северных ветров отрогами хребта Кокиябель высотой до 684,1 м, Ласпинская бухта является самым тёплым местом Севастопольского региона со среднеянварской температурой +5 °C. Из-за горной преграды влажность воздуха здесь несколько выше, чем в Севастополе. Растительность типично средиземноморская: сосна крымская, земляничник мелкоплодный и можжевельник.

## География
Пляж из мелкой гальки протяжённостью полкилометра и шириной 10—15 метров, находится в вершине бухты. Местами он прерывается подступающими к самому морю нагромождениями каменных хаосов. Только между скалистыми хаосами в восточной части бухты можно поставить палатку. Хотя здесь и оборудованы места для кемпинга, включая точки забора питьевой и технической воду, мест для всех желающих в пик сезона часто не хватает.

## Флора
В Ласпи господствует сухой средиземноморский климат, отсюда и преобладание ксерофитной растительности, которая приспособилась к зимней мороси и продолжительной летней засухе (до 6 месяцев). В Ласпинском урочище растут земляничное дерево красное, можжевельник высокий, сосна Станкевича, пион крымский, занесенные в своё время (1980) в Красную книгу УССР, а также редкие обитатели крымских лесов: пираканта ярко-красная, иглица понтийская, жасмин, ладанок. При этом популяция сосны Станкевича (также известной как судакская или пицундская сосна) является самой большой в мире. По данным учёных Таврического Национального Университета имени В. И. Вернадского из 36 видов орхидей Крыма 16 встречаются именно в Ласпинском урочище. Королевой ласпинский орхидей является комперия Компера, обнаруженная здесь же в конце XIX века. Открыл её ботаник-любитель Крыма Карл Компер, по совместительству управляющий имением на мысе Сарыч. Название дано по совету директора Никитского Ботанического сада Стевена.

### Население
Берега бухты были заселены людьми во времена палеолита. В 1828 году российские археологи нашли на берегах и дне бухты кремнёвые орудия использованные для открытия раковинных створок. В средние века на берегу бухты Ласпи сложилось укреплённое византийское поселение. До наших дней от него дошли лишь полузаросшие руины фундамента и остатки водопровода. Население продолжало расти, и по берегам бухты образовалось до семи выселков. При этом бухта по-видимому получила своё название от греческого села Ласпи, которое находилось в нескольких километрах к северу от бухты между горами Шабурла (545 м) и Мачук (624,7 м) выше современной трассы Ялта-Севастополь. В IX—X веках для удовлетворения религиозных нужд местного православного населения здесь было возведено несколько церквей, в том числе появился и расписанный фресками монастырь Святого Ильи. Берега бухты до конца XVIII века были густо заселены крымскими греками из-за чего топоним дошёл до нас в греческом, а не в тюркском варианте. Большинство из них переселились на Донбасс в 1778 году. Оставшиеся приняли ислам. В 1783 году бухта вошла в состав Российской империи. Часть греков вернулась в свои места. Однако после землетрясения 1790 года вода ушла практически из всех родников в новообразованные трещины, сделав это место одним из самых засушливых в Крыму, наряду с Судаком, учитывая большое количество солнечных дней. Как следствие, люди надолго покинули этот регион, перебравшись в близлежащую Хайтинскую долину. По этой причине в Ласпи до сих пор отсутствует частный сектор, а практически вся территория поделена между собой пансионатами.
В 1787 году, увидев Ласпи со склонов перевала, Екатерина II написала в своём дневнике: «Это до того похоже на сказку из „Тысяча и одной ночи“, что не знаешь, находишься ты наяву или во сне». В 1792 году земли по берегам бухты стали частной собственностью графа Мордвинова. Позже эти земли купил француз Вассаль. Он построил здесь виноподвал и стал выращивать в Крыму французские сорта винограда, получившие известность по всей России. В 1915 году В. А. де-Плансон создал здесь акционерное общество «крымских климатических станций и морских купаний» с основным капиталом в 3 млн рублей, одним из акционеров которого стал Ф. Шаляпин.

### Современное освоение

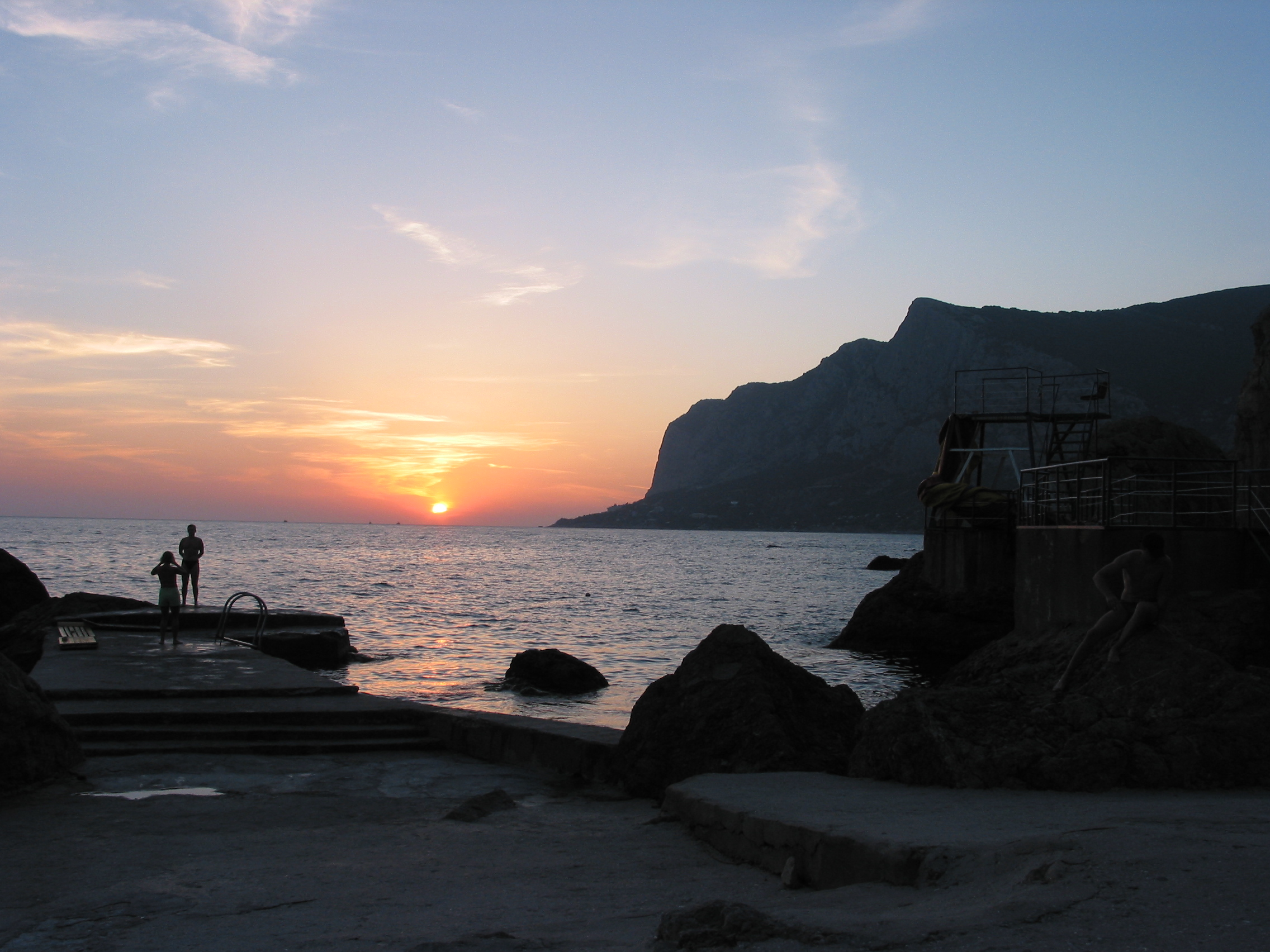
Заход Солнца в бухте Ласпи

Бухта справедливо считается западными воротами ЮБК: а от северных и западных ветров бухту охраняют гора Кокия-Кала на м. Айя высотой 588,8 м, гора Куш-Кая — 664,3 м и хребет Кокиябель высотой 684,1 м; с востока её также укрывает гора Каланых-Кая высотой 625 метров. Ввиду труднодоступности этого региона и отсутствия открытых источников воды, он начал развивать свой курортный потенциал лишь после 1972 года, когда здесь был проложен 33-й км шоссе Севастополь—Ялта. По дороге к площадке обратите внимание на скалу Караул-Кая, где установлен памятный знак инженеру и писателю Н. Г. Гарину-Михайловскому, который является первопроходцем этих мест, и чьи чертежи 1904 года были использованы для прокладки трассы. В западной части выделяется урочище Батилиман, освоение которого под дачи началось петербургской интеллигенцией ещё в 1911 году.
Однако после усыхания геотермальных источников, прозрачность воды в бухте значительно возросла и это место стало идеальным пристанищем для любителей дайвинга, среди которых популярностью пользуется местный «Каменный сад», представляющий собой подводную сеть валунов с гротами и лабиринтами. В этом месте наиболее чистая морская вода на всём побережье Крыма.

### Проблемы
В настоящее время флора и фауна бухты уничтожается многочисленными стройками. Пансионат «Бухта Мечты», построенный частично на берегу, частично в море, уже нанёс невосполнимый вред. Свободных подходов к морю практически не осталось. Всё побережье в заборах. Несмотря на многочисленные протесты населения и запреты властей, стройки продолжаются.

## Примечательные факты
- В 1935—1936 годах руководитель отечественной кинопромышленности Б. Шумяцкий предложил создать в бухте «киногород» по примеру Голливуда.
- В бухте Ласпи снимались фильмы «Пленники моря» (1932), «Остров сокровищ» (1936), «Человек-амфибия»[источник не указан 685 дней], «Засекреченный город» (1973).
- Бухта изолирована горным поясом, защищая побережье от северных ветров и холодного Ялтинского течения, поэтому бухта Ласпи и урочище Батилиман самое тёплое место Севастопольского региона, где среднегодовая температура воздуха +15 °C и среднеянварская +5 °C.
- На горе находилось село Ласпи, впоследствии покинутое жителями.